# 세도초등학교
세도초등학교는 대한민국 충청남도 부여군 세도면 청송리에 있는 공립 초등학교이다.

## 학교 연혁
- 1924년 10월 20일: 세도공립보통학교 개교
- 1938년 4월 1일: 세도공립심상소학교로 개칭
- 1941년 4월 1일: 세도공립국민학교로 개칭
- 1950년 3월 1일: 인세국민학교 분리
- 1970년 3월 1일: 백암국민학교 분리
- 1981년 3월 1일: 병설유치원 개원
- 1996년 3월 1일: 현재 교명으로 개칭
- 1999년 9월 1일: 백암초등학교 통폐합
- 2018년 3월 1일: 인세초등학교 통합

## 참고 자료
- 세도초등학교 - 한국교육학술정보원 학교알리미